# Kamil Kuskowski
Kamil Kuskowski (ur. 16 lipca 1973 w Zakopanem) – polski artysta, malarz, kurator, dziekan Wydziału Malarstwa i Nowych Mediów Akademii Sztuki w Szczecinie.

## Życiorys
W swoim rodzinnym mieście w roku 1992 ukończył Państwowe Liceum Sztuk Plastycznych im. A. Kenara. W latach 1995–2000 studiował wzornictwo na Akademii Sztuk Pięknych im. Władysława Strzemińskiego w Łodzi. W 2005 roku uzyskał stopień doktora na Akademii Sztuk Pięknych im. Władysława Strzemińskiego w Łodzi, a trzy lata później doktora habilitowanego na Akademii Sztuk Pięknych w Poznaniu. W 2012 uzyskał tytuł profesora w dziedzinie sztuk plastycznych.
Od 1999 do 2011 roku pracował w Akademii Sztuk Pięknych im. Władysława Strzemińskiego w Łodzi na stanowisku pracownika naukowo-dydaktycznego. Od 1 października 2010 roku pracuje na Akademii Sztuki w Szczecinie.
W latach 2008–2011 prowadził Galerię Zona Sztuki Aktualnej w Łodzi, a w latach 2011–2014 Galerię Akademii Sztuki Zona Sztuki Aktualnej w Szczecinie.
Jego twórczość artystyczna obejmuje malarstwo, rzeźbiarstwo, instalację i sztukę wideo. Do 2018 roku stworzył ok. 40 wystaw indywidualnych. Jego prace trafiły m.in. do zbiorów Muzeum Narodowego w Szczecinie, Muzeum Sztuki w Łodzi, Centrum Sztuki Współczesnej Zamek Ujazdowski w Warszawie, Galerii Zero w Berlinie.